# Haliclona flaccida
Haliclona flaccida är en svampdjursart som först beskrevs av Topsent 1908.  Haliclona flaccida ingår i släktet Haliclona och familjen Chalinidae. Inga underarter finns listade i Catalogue of Life.